# Nea Marten

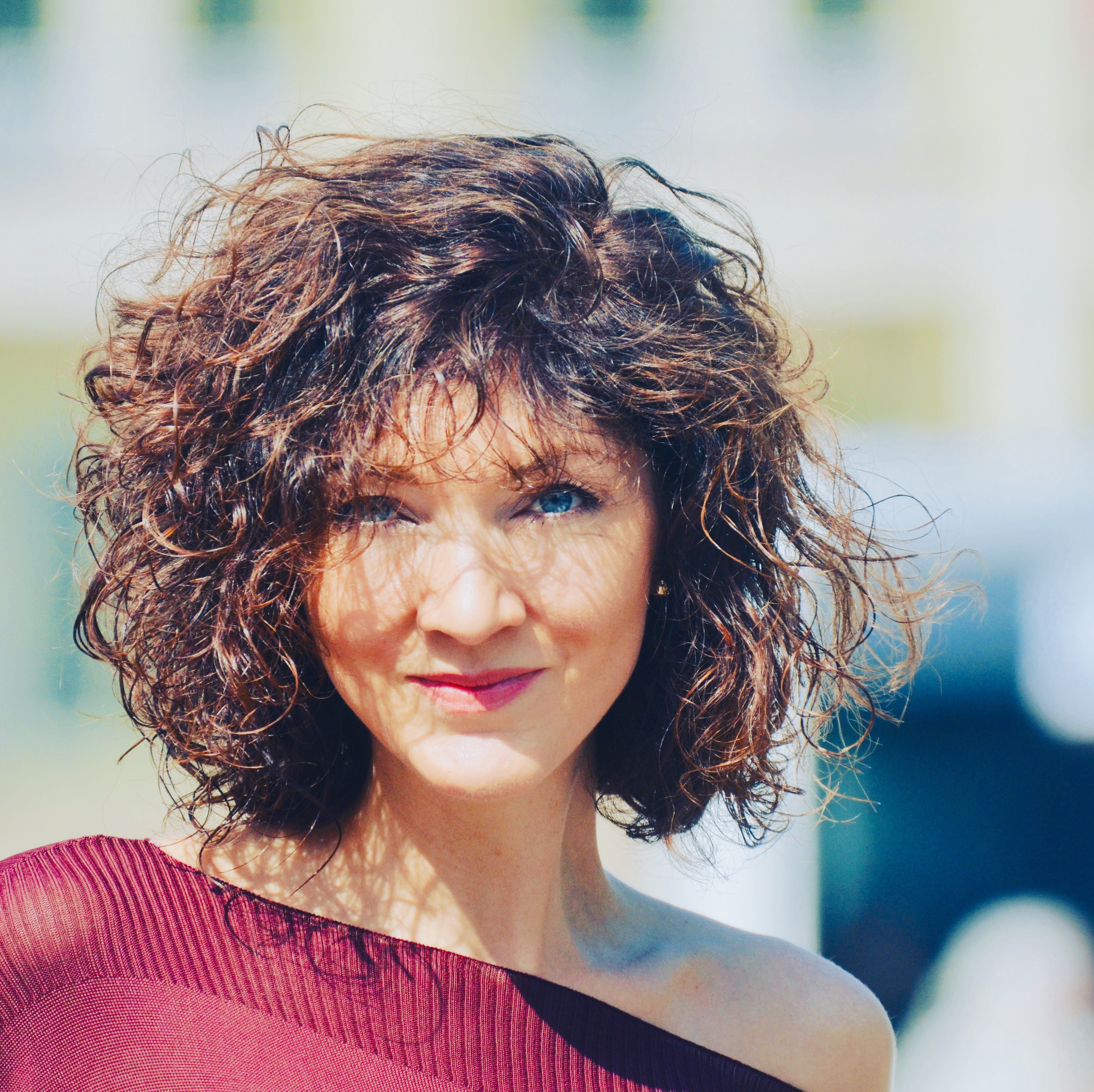
Sylvia Martens, 2018

Nea Marten (bürgerlich: Sylvia Martens; * 9. April 1981 in Greiz) ist eine Radio-Moderatorin, Malerin und deutsche Popsängerin und Song-Autorin.

## Leben
Nea Marten wuchs im thüringischen Greiz auf. Nach Abschluss der Realschule lernte sie Zahnarzthelferin im hessischen Wiesbaden. Danach absolvierte sie ihr medizinisches Fachabitur in Wiesbaden, besuchte zusätzlich die Wiesbadener Musikakademie. In dieser Zeit startete ihre Liebe zur Musik, sie wurde als Sängerin bei verschiedenen Tanzbands in Hessen engagiert. Sie traf auf Musikproduzent Uwe Haselsteiner, der erste eigene Songs für Nea Marten, die damals unter ihrem bürgerlichen Namen „Sylvia Martens“ veröffentlichte, schrieb. Es folgten drei Alben beim Musiklabel DA Music Diepholz. Nach zwölf Jahren in Hessen kehrte Nea Marten privat zuerst nach Thüringen, später ins sächsische Leipzig zurück. Im August 2015 heiratete sie ihren Mann, einen Redakteur und Buchautor. Seit November 2020 leben beide in der Thüringer Landeshauptstadt Erfurt.
Bekannt wurde Nea Marten unter ihrem damaligen Künstlernamen NEA! im In- und Ausland mit ihrer Single Magic Mystery von ihrem Album 80 | 14 (Xenia Records, 2014). Damit war sie 35 Wochen in den Top-100 der deutschen DJ-Hitparade. Das Short-Album produzierte Luis Rodriguez. Im September 2015 erschien die international beachtete Single Puppy Love (Do You Remember) bei ZYX Music als Vorbote auf das Album Face to Face (Mai 2016, ZYX Music). Im Vorfeld berichteten die Deutsche Presseagentur dpa, der Focus, die Welt, die Bild-Zeitung, die Dresdner Morgenpost und das österreichische Musikmagazin Musikpost. Auf dem Album Face to Face befindet sich auch das Duett Stronger Together von NEA! mit dem 80er-Eurodisco-Star Fancy. 2016 veröffentlichte sie die Single Es rappelt im Karton als eigene Variante des Hits von Pixie Paris. 
Besondere Aufmerksamkeit in den deutschen Medien erhielt die Sängerin im August 2017 durch die Veröffentlichung ihres Songs Andrea (Dein Wort für immer), den sie einer an Krebs verstorbenen, namensgleichen Freundin gewidmet hat. Die Tantiemen aus den Verwertungsrechten ihres Songs spendet sie den beiden hinterbliebenen minderjährigen Töchtern. Auf ihrem Album Kassettenkind findet sich eine remixte Fassung des Songs.
Noch unter dem Künstlernamen NEA! veröffentlichte sie am 3. Oktober 2018 ihr erstes Deutschpop-Album Kassettenkind beim Label Timezone Records Osnabrück. Es bedeutete eine musikalische Wende, nachdem sie zuvor als erster Act aus Deutschland die neue Generation der Euro- und Italo-Disco vertreten hatte. Das Album Kassettenkind wurde von Sandi Strmljan und Peter Koobs in Hamburg komponiert, getextet und produziert. Den Song Du bist voraus gegangen steuerte Pe Werner bei. Als erste Auskopplung aus dem Album erschien am 10. August 2018 der Titel Kaleidoskop. Am 15. März 2019 erschien als zweite Auskopplung der Titel Alles Richtig zeitgleich mit einem Musikvideo. Das Album Kassettenkind ist von zum Teil persönlichen Wende- und Nachwendegeschichten aus ostdeutscher Sicht geprägt. Am 16. August 2019 veröffentlichte NEA! ein Duett mit der Berliner Rocksängerin Petra Zieger. Der Pop-Rock-Song 30 Perlen – Ich Könnt Jetzt Lügen entstand aus Anlass des 30. Jahrestages des Falls der Berliner Mauer.
Am 31. Januar 2020 veröffentlichte sie ihre Single und das Musikvideo Helles Licht. Zur Single gehört auch ein Remix des deutschen DJ-Projekts De Lancaster aus Nordrhein-Westfalen.
Anfang 2021 änderte sie ihren Künstlernamen in Nea Marten und entdeckte neu ihre Liebe zur Malerei. Medien wie Bild der Frau, Dresdner Morgenpost und die Ostthüringer Zeitung berichteten darüber. 
Seit Februar 2023 gehört sie mit ihren Bildern zum offiziellen Künstlerportfolio der Erfurter Galerie Cardemil.
Es folgten im August und September 2024 Ausstellungen in Zürich, Rom (International Art Fair) und London (Women In Art Biennale). 
Musikalisch arbeitete sie mit dem holländischen Remixer Matt Pop zusammen. Am 7. Mai 2021 erschien als Vorbote des neuen Albums die Single Kaleidoskop. Am 9. Juli 2021 kam das Album Träume auf den Markt.
Am 24. Juni 2022 veröffentlichte sie ihre Single Leicht, produziert in Stockholm beim Komponisten Tony Malm. Leicht ist die letzte Veröffentlichung von Nea Marten, wie sie mitteilte.
Nea Marten trat in Fernsehsendungen mit ihrem Titel Kaleidoskop auf – etwa in „Die Ross Antony Show“ im MDR-Fernsehen, außerdem in der MDR-Sendung „MDR um 11“. In der Show des MDR-Moderators Ross Antony überreichte sie ihm ein von ihr gemaltes Porträt des Künstlers. 
Seit November 2021 moderiert Nea Marten unter ihrem bürgerlichen Namen Sylvia Martens regelmäßig Sendungen beim Radiosender MDR Schlagerwelt und produziert Beiträge für den Radiosender MDR Thüringen im Bereich Kultur. 
Am 6. Juni 2025 veröffentlichte sie die Synthpop-Single „Who I Am“.  Das Cover dazu malte sie selbst.

## Diskografie

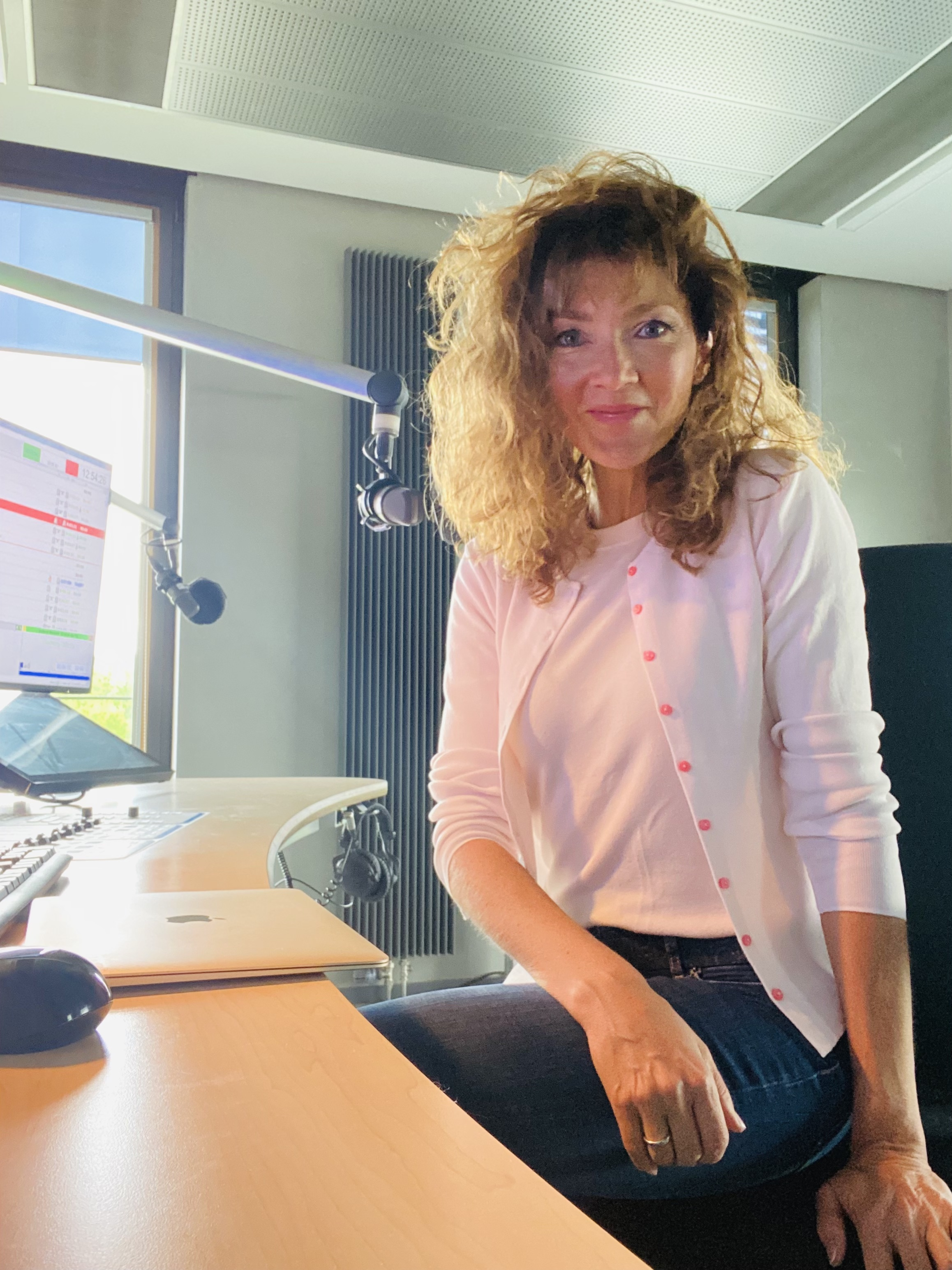
Sylvia Martens, 2023

### Studioalben
- 2014: 80 | 14 – Das Album
- 2016: Face to Face
- 2018: Kassettenkind
- 2021: Träume

### Singles
- 2014: Youʼll Get Lucky (Für Liebe ist es nie zu spät)
- 2014: Magic Mystery (Jetzt | Heute | Hier)
- 2014: Fearless (Angstlos)
- 2015: See the Light (Endlich Frei)
- 2015: Puppy Love (Do You Remember)
- 2016: Dorian Gray
- 2016: Magic Mystery (Internationale Version)
- 2016: Stronger Together feat. Fancy
- 2016: Puppy Love (Remixes)
- 2016: Es Rappelt Im Karton
- 2017: ANDREA (Dein Wort für immer)
- 2017: ANDREA (Letters from Heaven)
- 2018: Kaleidoskop
- 2019: Alles Richtig
- 2019: 30 Perlen  – Ich Könnt Jetzt Lügen (Duett mit Petra Zieger)
- 2020:  Helles Licht (Original Mix) und (De Lancaster Rmx)
- 2021: Kaleidoskop (Matt Pop Radio Edit)
- 2021: Jede Stunde zählt (Matt Pop Radio Edit)
- 2022: Leicht

### Kompilationen
- 2014: Fever (DA Music)
- 2015: ZYX Italodisco New Generation, Vol. 7
- 2016: ZYX Italodisco New Generation, Vol. 8
- 2016: ZYX Italodisco New Generation, Bootmix 4
- 2016: ZYX Italodisco New Generation, Vol. 9[19]
- 2019: 30 Jahre Mauerfall (DA Music)
- 2019: Looking For Freedom – Die schönsten Hits aus 30 Jahren Mauerfall (TELAMO)
- 2021: Die neuen deutschen Hits 2022 (DA Music)

### Vinyl
- 2015: Puppy Love (Do You Remember) (12"-Picture Disc)